# شوجي ديراياما
شوجي تيراياما، (باليابانية: 寺 山 修 司)، مخرج، وشاعر، وممثل، وكاتب مسرحي، وكاتب، ومصور، ياباني.